# Philodromus erythrops
Philodromus erythrops är en spindelart som beskrevs av Lodovico di Caporiacco 1933. Philodromus erythrops ingår i släktet Philodromus och familjen snabblöparspindlar.
Artens utbredningsområde är Libya. Inga underarter finns listade i Catalogue of Life.